# Interplane

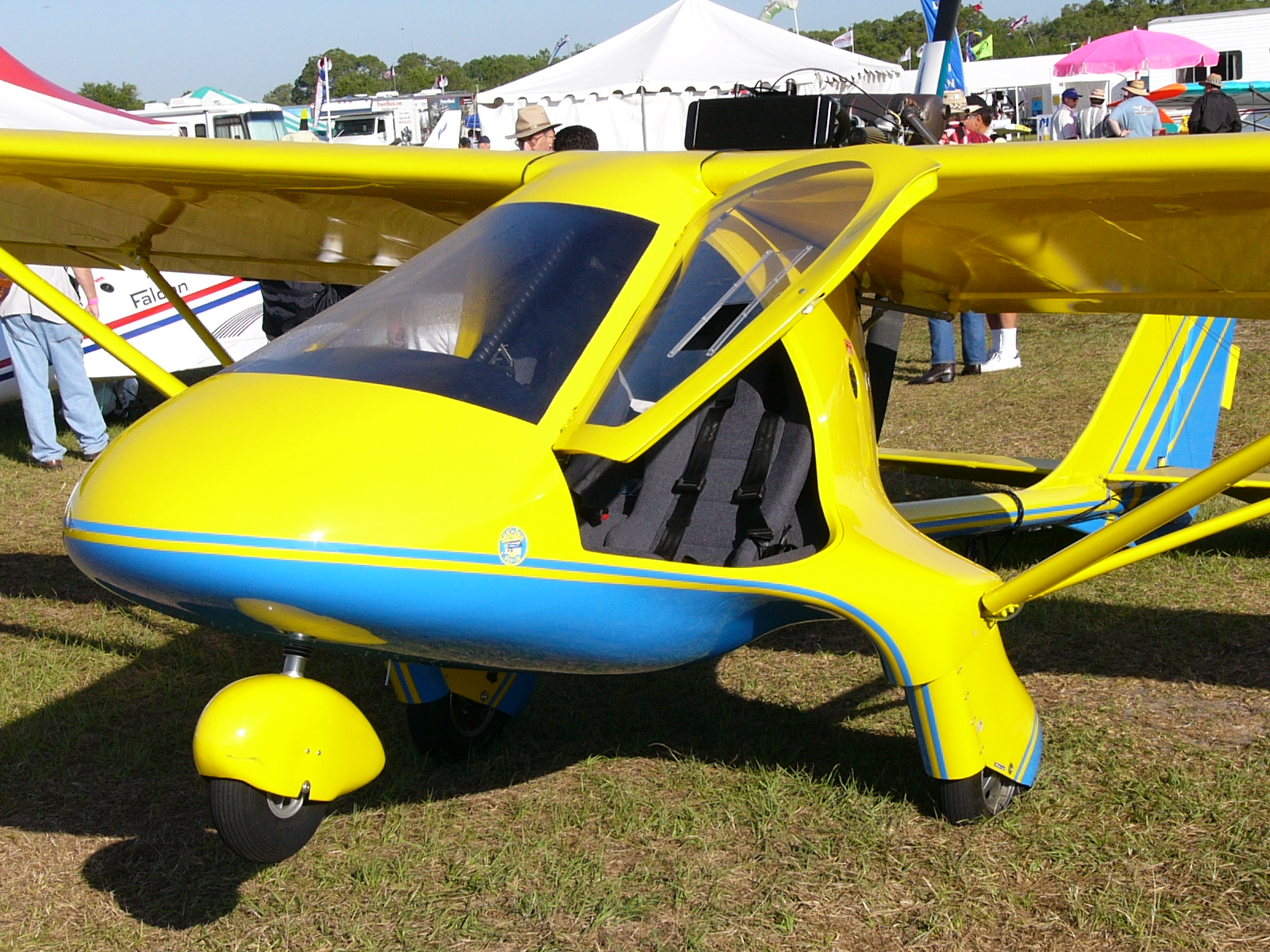
InterPlane Skyboy

Interplane (voluit; Interplane spol. s.r.o., ook gespeld als InterPlane) was een Tsjechische vliegtuigbouwer en fabriek. Het was gevestigd in Zbraslavice.
Het bedrijf begon in 1992 en bouwde lichte sportvliegtuigen. Het bouwde zowel voor al bestaande modellen van bedrijven en onderdelen daarvan, als eigen vliegtuigen. In 1992 introduceerde de InterPlane Griffon, een eenzitter en de InterPlane Skyboy, een tweezitter. De Skyboy was het meest succesvolle vliegtuig van het bedrijf. Er werden rond de 100 gefabriceerd door het bedrijf. De Griffon was een zelfbouwmodel terwijl Skyboy geheel door het bedrijf zelf gefabriceerd werd. Een nieuwe variant van de Skyboy, de InterPlane Starboy werd ontworpen later in de jaren 90, maar is nooit in productie genomen.
In 2008 werd de Ivanov ZJ-Viera ontworpen door Marek Ivanov en gefabriceerd door Ivanov Aero. Interplane was een van de distributeurs van het vliegtuig en verkocht de eenzitter als InterPlane ZJ-Viera. Het bedrijf stond later een tijdlang te koop, eind 2013 werd het bedrijf opgeheven nadat er geen koper werd gevonden.

## Lijst van vliegtuigen
- InterPlane Griffon
- InterPlane Skyboy
- Ivanov ZJ-Viera